# Śniadowo (Podlachië)
Śniadowo is een dorp in het Poolse woiwodschap Podlachië, in het district Łomżyński. De plaats maakt deel uit van de gemeente Śniadowo en telt 1500 inwoners.